# UGCA 86
UGCA 86 est une galaxie naine irrégulière rapprochée et située dans la constellation de la Girafe. Du fait de sa proximité avec le Groupe local, on ne peut utiliser le décalage vers le rouge (redshift) pour déterminer sa distance. Cependant, huit mesures non basées sur ce dernier nous donnent une distance de 2,546 ± 1,126 Mpc (∼8,3 millions d'al).
La classe de luminosité d'UGCA 86 est V-VI et elle présente une large raie HI. De plus, elle est considérée comme étant une galaxie à sursauts de formation d'étoiles, l'une des plus proches de nous.
Sa vitesse par rapport au fond diffus cosmologique est de −19 ± 7 km/s.

## Groupe IC 342/Maffei
UGCA 86 est membre du groupe IC 342/Maffei, un groupe de galaxies proche et composé d'une vingtaine de galaxies. UGCA 86 présente des signes d'interaction gravitationnelle avec IC 342, un des membres principaux du groupe.